# CHILL
CHILL (Abkürzung für CCITT High Level Language) ist eine problemorientierte Programmiersprache, die hauptsächlich in der Kommunikationstechnik angewandt wurde, zum Beispiel für rechnergesteuerte Vermittlungsstellen wie dem EWSD. CHILL gehört zur Algol-60-Familie, sie ist blockorientiert und streng typisiert. CHILL enthält Sprachelemente zur Modularisierung und zur Prozesssteuerung.
Die Sprache wurde vom CCITT (heutige Bezeichnung ITU-T) entwickelt und 1980 publiziert (heute ITU-T Rec. Z.200.). Die Pflege des Standards wurde von der ITU-T im Jahr 1999 eingestellt.
Die ITU-T stellte einen Standard-CHILL-Compiler zur Verfügung. Die GNU Compiler Collection enthielt bis zur Version 2.95.3 einen freien CHILL-Compiler, bei späteren Versionen wurde die Unterstützung von CHILL entfernt.